# Tom Louchet
Tom Alexis Louchet (Manosque, 4 maggio 2003) è un calciatore francese, centrocampista del Nizza.

## Carriera

### Club
Louchet è entrato a far parte del settore giovanile del Nizza nel 2019, e poco dopo è stato assegnato alla squadra riserve in Championnat National 2. 
Il 27 ottobre 2023 ha debuttato in prima squadra nell'incontro di Ligue 1 vinto 1-0 contro il Clermont Foot ed il 16 dicembre ha segnato il suo primo gol, sempre in Ligue 1, contro il Le Havre.

### Nazionale
Nel 2020 ha giocato 2 partite con la nazionale francese Under-17.

## Statistiche

### Presenze e reti nei club
Statistiche aggiornate al 25 dicembre 2024.
| Stagione        | Squadra         | Campionato      | Campionato | Campionato | Coppe nazionali | Coppe nazionali | Coppe nazionali | Coppe continentali | Coppe continentali | Coppe continentali | Altre coppe | Altre coppe | Altre coppe | Totale | Totale | Totale |
| Stagione        | Squadra         | Comp            | Pres       | Reti       | Comp            | Pres            | Reti            | Comp               | Pres               | Reti               | Comp        | Pres        | Reti        | Pres   | Reti   |        |
| --------------- | --------------- | --------------- | ---------- | ---------- | --------------- | --------------- | --------------- | ------------------ | ------------------ | ------------------ | ----------- | ----------- | ----------- | ------ | ------ | ------ |
| 2019-2020       | Nizza 2         | N3              | 5          | 0          | -               | -               | -               | -                  | -                  | -                  | -           | -           | -           | 5      | 0      |        |
| 2020-2021       | Nizza 2         | N3              | 2          | 0          | -               | -               | -               | -                  | -                  | -                  | -           | -           | -           | 2      | 0      |        |
| 2021-2022       | Nizza 2         | N3              | 23         | 3          | -               | -               | -               | -                  | -                  | -                  | -           | -           | -           | 23     | 3      |        |
| 2022-2023       | Nizza 2         | N3              | 16         | 1          | -               | -               | -               | -                  | -                  | -                  | -           | -           | -           | 16     | 1      |        |
| Totale Nizza 2  | Totale Nizza 2  | Totale Nizza 2  | 46         | 4          |                 | -               | -               |                    | -                  | -                  |             | -           | -           | 46     | 4      |        |
| 2023-2024       | Nizza           | L1              | 13         | 1          | CF              | 3               | 1               | -                  | -                  | -                  | -           | -           | -           | 16     | 2      |        |
| 2024-2025       | Nizza           | L1              | 10         | 1          | CF              | 0               | 0               | UEL                | 6                  | 0                  |             | -           | -           | 16     | 1      |        |
| Totale Nizza    | Totale Nizza    | Totale Nizza    | 23         | 2          |                 | 3               | 1               |                    | 6                  | 0                  |             | -           | -           | 32     | 3      |        |
| Totale carriera | Totale carriera | Totale carriera | 69         | 6          |                 | 3               | 1               |                    | 6                  | 0                  |             | -           | -           | 78     | 7      |        |